# Тащенакский под
Тащенакский под — часть Приазовского национального природного парка (с 2010 года), орнитологический заказник местного значения (1990—2010 года), расположенный на территории Акимовского района и Приазовского района (Запорожская область, Украина). Заказник создан 9 октября 1990 года. Площадь — 370,4 га. Управляющая организация заказника —  Министерство экологии и природных ресурсов Украины, ранее Радивоновский сельсовет, ГП «Мелитопольское лесоохотничье хозяйство».
Заказник входит в водно-болотные угодья международного значения «Молочный лиман», согласно Рамсарской конвенции с особым охранным режимом.

## История
Заказник местного значения был создан Решением Запорожского областного исполнительного комитета 09.10.1990 года №281. Заказник вошёл в состав (заповедной зоны) Приазовского национального природного парка, созданного 10 февраля 2010 года Указом Президента Украины Виктора Ющенко №154/2010.

## Описание
Заказник создан с целью охраны, сохранения, возобновления и рационального использования природных комплексов северо-западного побережья Азовского моря. 
Занимает под (понижение приустьевой части) реки Тащенак, впадающей в Молочный лиман, и часть примыкающей акватории Молочного лимана — на территории Радивоновского сельсовета за границами населённых пунктов, что восточнее села Радивоновка. Южнее примыкает заказник «Алгатырский заказник», севернее —  «Радивоновский лес», восточнее — «Молочный лиман» (заповедная зона Приазовского НПП).

## Природа
Ландшафт представлен водно-болотными угодьями и степной растительностью. Лиман является местом гнездования и миграции множества птиц. 